# Overnet
Overnet представляла собой децентрализованную одноранговую вычислительную сеть, используемую для обмена большими файлами (например, фильмами и образами компакт-дисков). Overnet является децентрализованным ответвлением eDonkey2000 и на первый взгляд практически неотличим от своего предшественника. Однако Overnet работает без списков серверов и ищет искомое по всей сети. Клиенты Overnet также взаимодействуют и с сетью eDonkey2000.

## История
На слушаниях в Сенате США создатель программного обеспечения eDonkey/Overnet заявил, что выполнит требования о прекращении и запрете, предъявленные RIAA в середине сентября, и как только соглашение с RIAA будет достигнуто, MetaMachine продолжит работу по преобразованию eDonkey в легальную коммерческую P2P-систему. 12 сентября 2006 года распространение клиента eDonkey было прекращено, а сайты MetaMachine закрыты. Однако благодаря децентрализации Overnet и сегодня доступен через другие клиенты. Как отметил Дрейк Заманов, «старые версии eDonkey все еще должны подключаться без проблем. eMule свободен и является наиболее используемым приложением в сети eDonkey2000. Удивительно, но это событие почти не повлияло на сеть, поскольку к легальным серверам eDonkey по-прежнему подключено 4,3 миллиона пользователей». По состоянию на 16 октября 2007 года протокол Overnet все еще использовался ботнетом Storm для связи между зараженными машинами.

## Функционирование
Необходимый файл не только ищется на всех компьютерах, подключенных к сети, но и загружается из нескольких источников. При обрыве связи ничего не теряется — поддерживается докачка. Программа состоит из двух модулей — клиентского и серверного. Клиент отвечает непосредственно за загрузку и «расшаривание» файлов, а сервер занимается взаимодействием с другими серверами сети и, по сути, представляет собой обычную базу этих серверов. Имеется поддержка IRC-чата и поиск.
Overnet, в отличие от eMule, не имеет системы рейтингов и очередей. При подключении он устанавливает соединение с главным сервером. Файлы ссылок одинаковы для eMule и Overnet.
В настоящее время большинство сайтов поддержки закрыты.